# 竹叶蒲桃
竹叶蒲桃（学名：Syzygium myrsinifolium）为桃金娘科蒲桃属的植物，是中国的特有植物。分布在中国大陆的海南等地，生长于海拔500米的地区，见于中海拔森林中的低坡和溪涧旁，目前尚未由人工引种栽培。

## 异名
- Syzygium myrsinifolium (Hance) Merr. et Perry var. grandiflorum Chang et Miau